# Georges Mandjeck
Georges Constant Mandjeck (Douala, 1988. december 9. –) kameruni válogatott labdarúgó, a Kayseri Erciyesspor játékosa.
A kameruni válogatott tagjaként részt vett a 2010-es afrikai nemzetek kupáján és a 2010-es labdarúgó-világbajnokságon.